# 山中貞則
山中 貞則（やまなか さだのり、1921年〈大正10年〉7月9日 - 2004年〈平成16年〉2月20日）は、日本の政治家。鹿児島県囎唹郡末吉村大字深川（現在の曽於市末吉町深川）出身。位階・勲等は正三位勲一等。称号は沖縄県名誉県民等多数。
衆議院議員（17期）、沖縄開発庁長官（初代）、防衛庁長官（第31代）、自由民主党政務調査会長（第23代）、通商産業大臣（第41代）などを歴任した。
税制のスペシャリストとして長年にわたり自民党税調に君臨し、「税調のドン」と呼ばれた。ニックネームは「ヤマサダ」、「ヤマテイ」。浜田幸一や一部の官僚達からは名前の「貞則」を音読みした「テイソク」と呼ばれた。

## 来歴
旧制宮崎県立都城中学校（現在の宮崎県立都城泉ヶ丘高等学校）、台湾・台北第二師範学校を卒業後、高雄州の国民学校で教職を務める。
その後出征し、1946年（昭和21年）に復員。師範学校時代の教師に屋良朝苗（後の琉球政府行政主席・沖縄県知事）がいた。
郷里に戻り南日本新聞記者、鹿児島県議会議員を経て、1953年（昭和28年）の第26回衆議院議員総選挙に旧鹿児島3区から自由党公認で出馬して初当選。
1955年（昭和30年）、保守合同で自由民主党結党に参加。河野一郎の河野派に入会。
1958年（昭和33年）、岸内閣で大蔵政務次官に就任（当時の森永貞一郎大蔵事務次官らがこの人事を覆そうと試みたが失敗に終わった）。感激した山中は財政や税制に関する勉強に励み、当時品目ごとに利害が複雑に絡み合って税率の設定は困難であるといわれた物品税の大改正を成し遂げた。このことが後に官僚以上に税に精通した政策通との異名に繋がる。
1961年（昭和36年）、自民党副幹事長に就任。
1963年（昭和38年）、衆議院大蔵委員会委員長に就任。
1970年（昭和45年）、第3次佐藤内閣で総理府総務長官として初入閣し、アメリカ側との極秘交渉や通貨危機の回避など沖縄返還に尽力した。
1971年（昭和46年）、初代環境庁長官を兼任（内閣改造までの4日間のみ）、翌年には沖縄返還にあたって初代の沖縄開発庁長官に就任した。
1973年（昭和48年）、第2次田中角栄内閣で防衛庁長官を1年半に亘って務め、たて続けに入閣した。
1974年（昭和49年）、政務調査会長に就任するが、就任後1ヶ月で田中内閣が倒れ、無役になる。この処遇で中曽根康弘と不仲となり、中曽根派を脱会。1978年に復帰するまで無派閥を通す。この間に山中派結成を画策したこともあるが実現しなかった。
1979年（昭和54年）、税制調査会長に就任。以来、税制のドンとして重きをなし、「税の神様」や「ミスター税調」などと呼ばれた。四十日抗争など一連の派閥抗争では、強硬な反大平派として行動した。
1982年（昭和57年）、第1次中曽根内閣誕生により主要閣僚である通商産業大臣として入閣するが、糖尿病のため任期途中で辞任した。
1990年（平成2年）、税調の最高幹部として消費税導入を積極的に推し進めたことなどが祟って、第39回衆議院議員総選挙では最下位当選の有川清次（日本社会党）に28票差の落選。この時「山中当選確実」と報じられ、万歳三唱までしてしまった。しかし、当確が取り消された直後の事務所中継があり、現場には支持者が誰も映っていなかった。当確報道の先走りが問題になった。
1991年（平成3年）、勲一等旭日大綬章受章。
1993年（平成5年）、第40回衆議院議員総選挙で当選し、国政復帰。
1998年（平成10年）、山崎拓の後見人として山崎派の結成に参加するが、翌年に山中の意向に反して山崎が自民党総裁選挙に出馬したため、同派を離脱して中曽根の在籍する江藤・亀井派に出戻る形になった。
2003年（平成15年）、第43回衆議院議員総選挙でも当選し、最年長、最多当選の国会議員となるが、当選から3ヵ月後の2004年（平成16年）2月20日に肺炎のため死去。82歳没。通算17回当選。山中の死により、保守合同並びに55年体制成立以前に初当選した現職の国会議員は姿を消した。
2014年（平成26年）4月、鹿児島県曽於市末吉町の旧山中邸に山中貞則顕彰館が開館。式典には仲井真弘多沖縄県知事も出席した。山中は沖縄名誉県民第一号でもある。

## 趣味・特技
- 柔道四段
- 刀剣鑑賞（財団法人日本美術刀剣保存協会会長）
- 和歌（雅号は隼人） ･･･歌集に『慟哭』、『南回帰線』。鹿児島県の現代歌人の列伝である「現代短歌・かごしま」（春苑堂出版）にも収録。若き日の戦地での総攻撃を前に詠んだ「いささかの愛惜を断ち焚き捨つる万葉代匠記の炎よ赤し」は、「昭和万葉集」（講談社）に収録された。
- 読書（1962年8月の衆議院大蔵委員会の席上「私は推理小説の鬼と言われるほど乱読する方であります」と発言し、松本清張の長編『黄色い風土』を一読することを当時の警察庁刑事局長に薦めている）

## エピソード
豪快な人柄、特に税制面での政策通ぶり、国士とも評された政治姿勢などから「山中伝説」と呼ばれる数々のエピソードを残した。
- 県議会議員の選挙では「民族再建」と書かれた幟を掲げ馬に跨って街宣していた。
- 国会初登院時の服装は、アロハシャツだった。
- 一年生議員の頃は名を上げるため積極的に先輩議員を殴り、時には本会議場入口で待ち伏せしていた。当時の吉田茂首相に会釈したが無視された時に、「こら待て吉田、なんだその態度は！」とあわや乱闘になろうかという騒ぎを起こした。
- 大蔵政務次官就任後の初登庁時に紋付羽織袴で乗込み、職員たちを驚かせた。
- 大蔵政務次官時代に省議で主税局長と銀行局長が銀行の利子課税を巡って対立して議論が堂々巡りになった際に、佐藤栄作大蔵大臣に向かって「大臣、暫時人事権を委譲してください」と要請し、佐藤大臣が「よく理由はわからないが、人事権を暫く山中次官に委譲します」と言葉を得ると、「それでは発令します。只今から銀行局長は主税局長に、主税局長は銀行局長に発令します。論争を続行するように」と発言し、省議は爆笑に包まれ、その後2人の局長は歩み寄った[4]。
- 防衛庁長官時代、74式戦車の名前を「山中式戦車」にしてくれと装備局に頼むも却下された。
- 中曽根派に属し、領袖である中曽根康弘よりも年少、かつ当選回数も少ない後輩であったが、関係は良好とは言えず中曽根のことを死ぬまで「中曽根君」と呼んでいた。晩年には、「中曽根元首相を君付けで呼ぶ唯一の人物」となっていた。中曽根内閣当時、税制改革に関して中曽根をバカ、マヌケ呼ばわりしたこともあった。
- 佐野眞一のルポルタージュ集　『畸人巡礼怪人礼讃 新忘れられた日本人2』（毎日新聞社、2010年7月）に沖縄と山中の関係を取り上げた文章がある。ニクソンショック直後に沖縄だけ1ドル360円で交換、首里城の復元工事を推進し、選挙区でもない沖縄のために683本の特例法を通した背景には、鹿児島県出身者として薩摩藩の琉球支配への贖罪意識があったという。また「米軍が沖縄に上陸していなければ、志布志湾に上陸し、鹿児島がひどい目に遭っていた」と、沖縄戦の犠牲に報いる意味もあった[5]。
- 消費税導入の議論を党税制調査会でする際には冒頭で「今日から消費税の議論をする。全員落選の覚悟で議論しろ」と述べた[6]。党税調正副会長会議での消費税議論において党税調副会長の武藤嘉文が「消費税は広く国民に理解してもらうためにも急がずにせめて1年間はPR期間を置くべきで、施行するにしても、1年後の1990年の1月又は4月に考えた方がいいのではないか」と問題提起をした時は、山中は「おまえ、いつから新しい税は1年のPR期間をおくとどこで決めたんだ?　俺は1989年4月1日と決めてるんだ」と述べ、消費税導入は1989年4月施行が事実上決まった[7]。消費税導入の際の税率について大蔵省では5％を主張する中で、自民税調において低所得者への配慮を考慮した山中の鶴の一声で3％になることが決定したが、5％を当然視していた吉野良彦大蔵事務次官は自民税調の3％という決定を聞いた時に椅子から転がり落ちたと言われる。
- 1990年の総選挙では、消費税問題の逆風、同じ選挙区の二階堂進が政治力を大きく低下させていたことによる「自民党で落ちるのは二階堂」というムードの影響で、県連が山中より二階堂にてこ入れしたため、最下位当選の有川清次に28票差で落選。しかし、「消費税を通す犠牲になった」ということになり、1993年の総選挙では山中は72歳の高齢ながら返り咲きに成功し、発言力はむしろ増大した。
- 親台派議員として、日華議員懇談会会長も務めた。1971年には、美濃部亮吉東京都知事に託した周恩来宛の書簡について当時の保利茂自民党幹事長に抗議するも、「山中君、君の中華民国を思う信念は尊いし、今後も実行し続けてほしい。この一振りは私の心だと思って受け取ってほしい」と日本刀を差し出されて退散した[8]。
- 1979年の税調会長就任以降は、信条として税制に関する限り一切の陳情及び取材を受け付けなかった。そのせいか、山中の影響力が絶大だった時期にも、選挙区の主要産業である葉タバコや焼酎の増税案が通過している[9]。ただし、肉用牛に関する所得税の時限の免税特例措置は1967年に山中の尽力で導入され、山中の税調会長就任後も何度か延長されて事実上の恒久措置となった。
- 法令（府令）で設置が定まっている組織である政府税調と方針が対立して「政府税調を軽視しているのではないか」と聞かれた際に、「軽視ではない。無視しておる」と発言した[10][11]。
- 税制調査会では会長退任後も最高顧問として事実上の最高実力者であった。税のプロを自認し、「党三役ごときに相談しない」「首相の裁断を仰ぐような無様なことはしない」と発言したこともある[9]。森内閣の頃には、自公保3党と関係閣僚が合意した経済対策が、税制の部分に山中が同意しないことを理由にストップしたことすらあったという。
- 2001年に小泉純一郎が「聖域なき構造改革」を掲げて総理大臣に就任すると、道路特定財源など税制のあり方も改革の俎上に上がった。小泉は税制について山中の事務所をたびたび訪れ協力を要請、総理も無視できない税制分野における山中の権勢に注目が集まった。山中は報道陣に対し、「税のことは50年しかやっていないのでよくわかりません」と煙に巻いた。
- 晩年は糖尿病の悪化もあって杖をついて歩いていたが、決して杖をついている姿を撮らせなかった。
- 自民党総務を晩年に至るまで務め、自民党総務会の重鎮として重きをなした。
- 例外的に夫婦の別姓を実現させる会最高顧問。2002年に家裁の許可を要件とする例外的夫婦別姓制度を議員立法で試みた。
- 遺言で「後継は山中家から出してはいかん」と世襲を否定し、身内からの後継出馬を当然視していた自民党鹿児島県連が大騒ぎになった（山中死去に伴う補選では自民党は森山裕を擁立し当選した）。
- 鹿屋市の発展に対してライバル視しており、本来必要ではない報告であるが、地元及び国政の有力者である山中へ東九州自動車道の計画路線について、当初垂水市から鹿屋市経由の経路を担当者が報告した際に「こげな経路にすっちはないごっか！こげんなおさんか！（このような経路にするとは何事か！このように直せ！）」と手が付けられないほどに激怒し、現在の岩川経由の線形が悪い経路に変更させた。
- 大蔵官僚および自民党税調会メンバーとして長年付き合いのあった津島雄二は、「ちょっと神格化されすぎている」と評している[12]。
- 大蔵官僚および自民党税調メンバーとして付き合いがあった柳沢伯夫によると、口癖は「それはどういうわけか」であり、疑問を持つととことん理由や背景を突き詰めないと納得せず、「豪胆に見えるが、実際には慎重だった」と評している[13]。
- 議員バッジを自前で作成しており、裏に山中貞則と刻印がされたものを着けていたということが衆議院議員の河野太郎により明かされている[14]。

## 著書
- 『顧みて悔いなし─私の履歴書』（日経事業出版、2002年）